# معسكر بيرغن بيلسن للضباط
معسكر بيرغن بيلسن يسمى أحيانا اختصارا بيلسن كان معسكر اعتقال نازي يقع جنوب غرب مدينة برغن، بالقرب من مدينة بيلسين ، على بعد حوالي 10 كيلومترات شمال غرب مدينة سيل، في ولاية سكسونيا السفلى (ألمانيا) ، في هيث لونيبورغ.
افتُتح في عام 1940 لإيواء أسرى الحرب الفرنسيين والبلجيكيين، ابتداءا من صيف عام 1941، استقبل أكثر من 20،000 سجين سوفيتي.